# جبل غولا

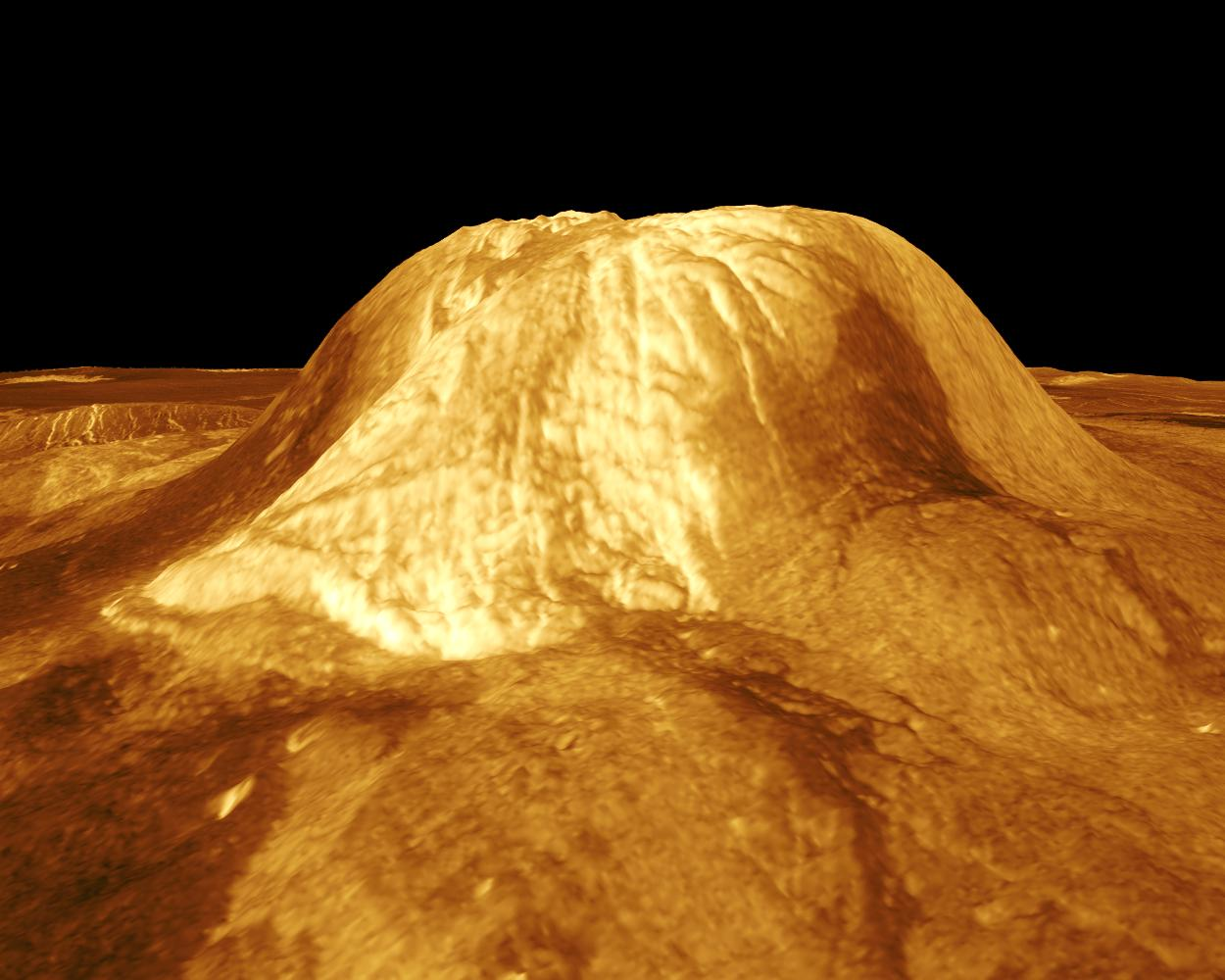

جبل غولا (بالإنجليزية: Gula Mons)‏ هو بركان في غرب منطقة إيستلا ريدجو على كوكب الزهرة. يبلغ ارتفاعه 3 كيلومتر (1.9 ميل).

## الإحداثيات
يقع في 21.9 درجة على العرض الجغرافي شمالاً وفي 359.1 درجة على الطول الجغرافي شرقاً.

## الأبعاد
القطر أو أطول بعد للتضاريس بالكيلومترات هو 276.0.

## حالة إعتماد الاسم
تم اعتماده من الجمعية العامة للاتحاد الفلكي الدولي (IAU).

## أصل التسمية
على اسم غولا، إلهة الأرض والقوة الخلاقة في الميثولوجيا السومرية.